# A-345
La A-345 es una carretera autonómica dependiente de la Junta de Andalucía que discurre íntegramente por la provincia de Granada. Conecta las poblaciones de Cádiar y La Rábita, constituyendo una de las conexiones de la comarca alpujarreña con la Costa Granadina. Su recorrido atraviesa las poblaciones de Albondón y Albuñol.

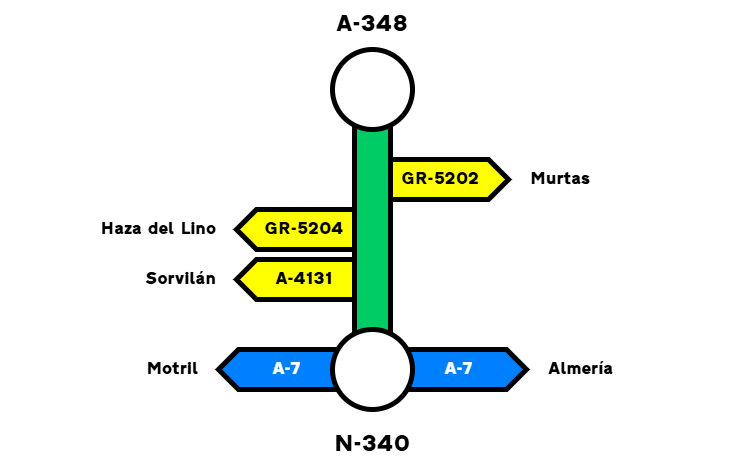
Itinerario de la A-345.

- Datos: Q5653273